# Kanton Le Mans-Ville-Est
Kanton Mans-Ville-Est is een voormalig kanton van het Franse departement Sarthe. Kanton Mans-Ville-Est maakte deel uit van het arrondissement Le Mans en telde 21.979 inwoners (1999). Het werd opgeheven bij decreet van 24 februari 2014 met uitwerking op 22 maart 2015.

## Gemeenten
Het kanton Le Mans-Ville-Est omvatte enkel een deel van de gemeente Le Mans.